# Amalomastax ambodirafiae
Amalomastax ambodirafiae är en insektsart som beskrevs av Marius Descamps 1971. Amalomastax ambodirafiae ingår i släktet Amalomastax och familjen Euschmidtiidae. Inga underarter finns listade i Catalogue of Life.